# Cyryllonas
Cyryllonas (Qurillona) – syryjski poeta chrześcijański żyjący w IV wieku n.e.
Żył prawdopodobnie w okolicach Edessy, gdzie mógł być uczniem Efrema Syryjczyka. Do współczesnych czasów zachowało się sześć pieśni Cyryllonasa: o najeździe Hunów, o nawróceniu Zachareusza, o umyciu nóg Apostołom, o pszenicy oraz dwie na temat paschy. Utwory te odznaczają się wysokim poziomem artystycznym oraz zawierają w sobie ważną naukę teologiczną dotyczącą Eucharystii, mariologii, prymatu Piotrowego oraz chrystologii.